# Distribuční sémantika

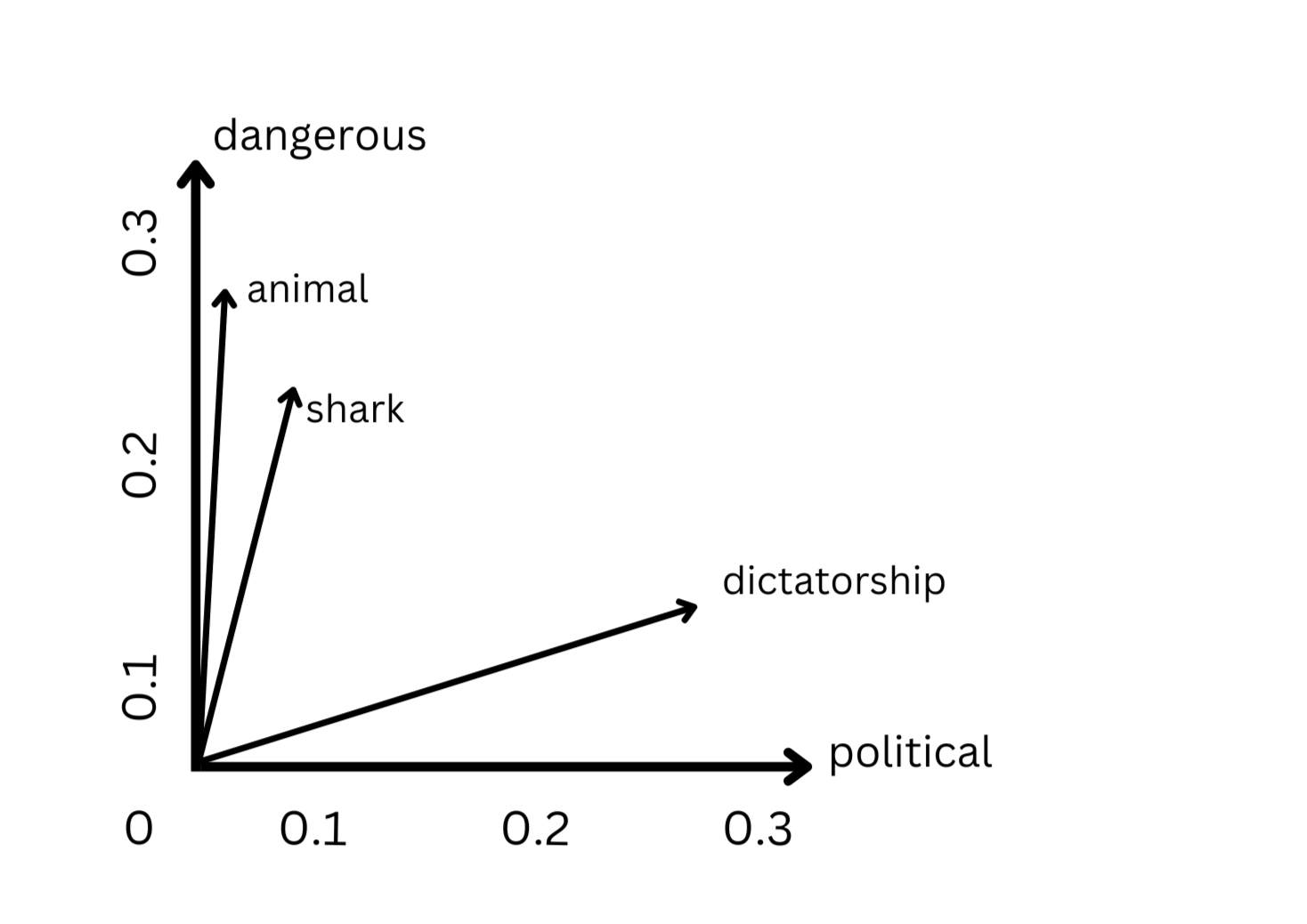
Jak spolu slova v daném jazyce souvisejí je demonstrováno v "sémantickém prostoru", který matematicky odpovídá vektorovému prostoru.

Distribuční sémantika je podoblastí zpracování přirozeného jazyka, která se snaží o pochopení významů slovních spojení.
Studuje teorie a metody kvantifikace a kategorizace sémantických podobností mezi jazykovými položkami na základě jejich distribučních vlastností ve velkých vzorcích jazykových dat.

## Distribuční hypotéza
Základní myšlenku distribuční sémantiky lze shrnout do tzv. distribuční hypotézy: jazykové položky s podobnou distribucí mají podobné významy. Zjednodušeně: slova, která se používají a vyskytují ve stejných kontextech, mají tendenci mít podobný význam.